# TVP3 Rzeszów
TVP3 Rzeszów — польський регіональний телеканал, регіональна філія суспільного мовника «TVP» з центром мовлення в Ряшеві.

## Історія
У 1958 році розпочав роботу телецентр в Сухій Гурі поблизу Коросно. Передавач почав працювати в 1962 році. 31 січня 1972 року відбулася перша трансляція передачі «Panorama Rzeszówska» зі студії у Кракові. У 1973 році в Ряшеві поруч із ретранслятором створили телестудію. У квітні 1981 року в ефір вийшла перша програма з Ряшева. На той час телебачення в Ряшеві працювало поперемінно на частотах «Telewizja Kraków» i «Polskie Radio Rzeszów». У липні 1990 року Рішенням Президента Комітету радіо і телебачення було створено Регіональне управляння польського телебачення у Ряшеві. Програми випускалися паралельно з програмами «Polskie Radio Rzeszów». 19 жовтня 1990 року «Telewizja Rzeszów» почала транслювати незалежну регіональну програму з Ряшева у діапазоні TVP2, а 5 січня 1995 розпочала мовлення окремого каналу під назвою «Telewizja Rzeszów». 30 березня 2001 року радіус покриття сигналом «TVP3 Rzeszów» було розширено та всю територію колишнього Перемишльського воєводства. У жовтні 2001 року було відкрито нову студію та офіс. 3 березня 2002 року телеканал приєднався до загальнодержавної регіональної телемережі TVP3.2 квітня 2004 року ряшівське телебачення першим у країні розпочало телетрансляцію у цифровому форматі. 
1 вересня 2013 року на «TVP Regionalna» було запущено окремий канал «TVP Rzeszów». 2 січня 2016 року «TVP Rzeszów» перетворено на «TVP3 Rzeszów» у зв'язку зі зміною назви «TVP Regionalna» на «TVP3».